# Sója (mys)

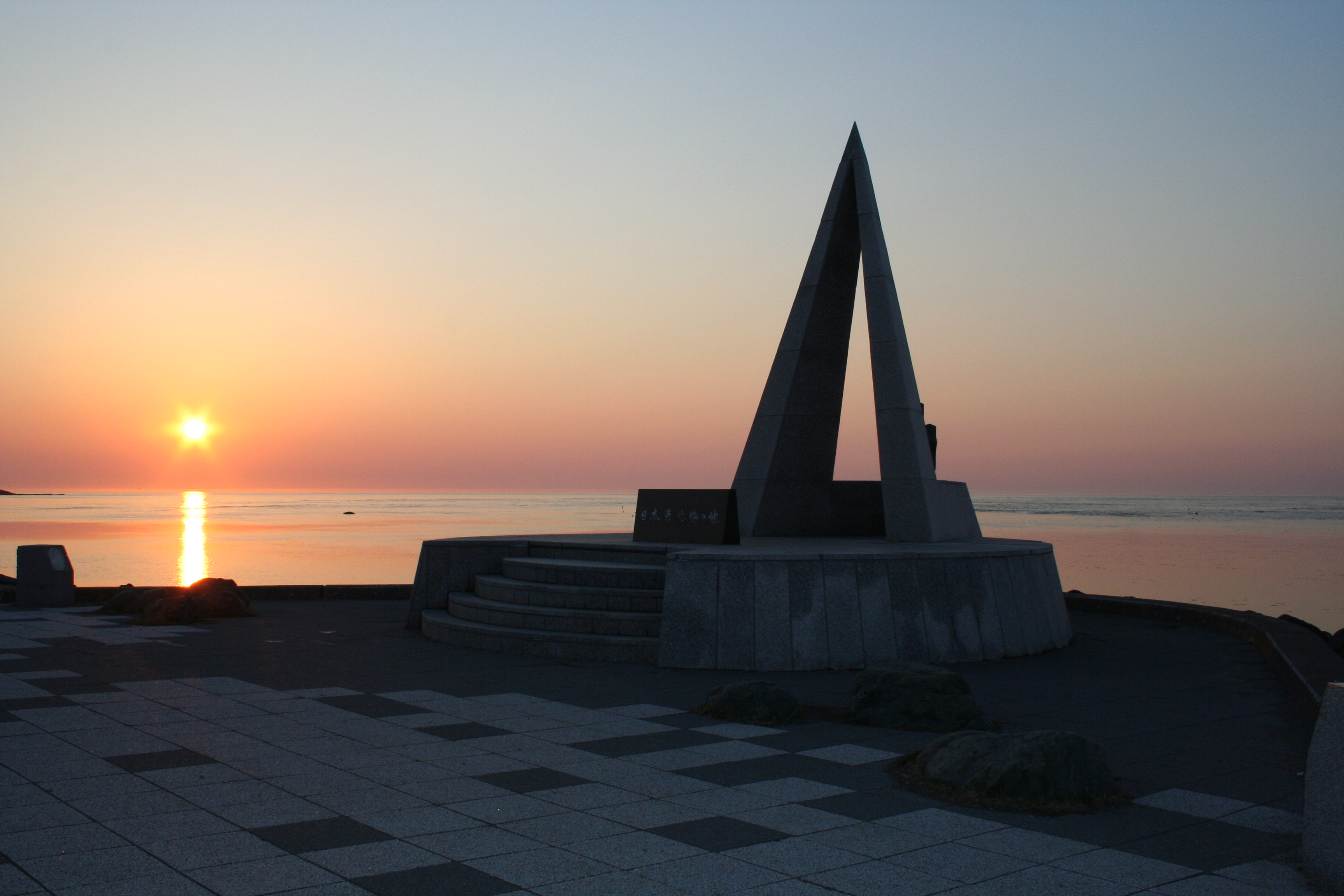
Západ slunce na mysu Sója

Mys Sója (宗谷岬; Sója misaki) je mys, který je nejsevernějším bodem Japonska ležícím na čtyřech hlavních japonských ostrovech. Mys leží ve městě Wakkanai v podprefektuře Sója na ostrově Hokkaidó. Za jasného počasí je odtud možné zahlédnout ostrov Sachalin patřící Rusku. Průliv mezi Hokkaidó a Sachalinem se nazývá La Pérousův průliv nebo také průliv Sója.
Na mysu je umístěn památník na 80 námořníků americké ponorky USS Wahoo, která se během druhé světové války potopila asi 20 km na severovýchod od mysu.